# Zork
Zork es una franquicia de videojuegos de ficción interactiva desarrollada por Infocom. Su primera entrega, Zork 1: The Great Underground Empire, fue publicada en 1980 para los modelos de computadora personal de la época, a pesar de que el proyecto originalmente estaba destinado para el PDP-10. Se desarrollarían otras ocho entregas de Zork, concluyendo con la precuela Zork Zero: The Revenge of Megaboz en 1988. Los juegos han sido adaptados desde entonces para distintas plataformas y sistemas.
Zork se estableció como uno de los referentes del género, con una calidad y amplitud narrativa inusuales en el momento, y una profundidad destacable en la sintaxis que empleaba.

## Desarrollo
"Zork" era originalmente una jerga hacker del MIT para un programa inacabado. Los que lo implementaron llamaron al juego completo Dungeon, pero para ese punto el nombre de Zork ya se había popularizado. Zork también ha sido adaptado los programadores originales de Zork se juntaron con otros para fundar Infocom en 1979. Esa compañía adaptó el Zork del PDP-10 y desarrolló los Zork I, II y III, una trilogía de juegos para la mayoría de las pequeñas computadoras populares de la época, incluyendo el Apple II, el Commodore 64, la familia Atari de 8 bits, el TRS-80, sistemas CP/M y el IBM PC. Zork I fue publicado en discos flexibles de 5 ¼"y 8". Joel Berez y Marc Blank desarrollaron una máquina virtual especializada para ejecutar Zork I, llamada la Máquina-Z. El primer "Z-machine Interpreter Program" (ZIP) (Programa Interpretador de Máquina-Z) para una pequeña computadora fue escrito por Scott Cutler para el TRS-80. La trilogía fue escrita en ZIL, que significa "Zork Implementation Language" (Lenguaje de Implementación Zork), un lenguaje similar a LISP.
Personal Software publicó lo que se convertiría en la primera parte de la trilogía bajo el nombre de Zork cuando fue lanzado por primera vez en el año 1980, pero posteriormente, Infocom manejó la distribución de ese juego y de sus juegos subsecuentes. Parte de la razón de dividir a Zork en tres diferentes juegos fue que, a diferencia de los sistemas de PDP donde corría el original, los micros no tenía suficiente memoria ni almacenamiento en disco para manejar la totalidad del juego original. En el proceso, más contenido fue agregado a Zork para hacer que cada juego dependiera de sí mismo.
Zork se desenvuelve en un laberinto subterráneo que se extiende y ocupa una porción Quendor, el "Gran Imperio Subterráneo". El jugador es un aventurero sin nombre cuya meta es encontrar los tesoros ocultos en las cuevas y retornar vivo con ellos. Las mazmorras están llenas con muchas criaturas y objetos móviles, entre ellos los grues y los zorkmids. El universo y la línea de tiempo de Zork han sido extendidos por otros trabajos de ficción interactiva de Infocom.
Zork y sus derivados son trabajos de ficción interactiva. Zork se distinguió en su género como un juego especialmente rico, en términos de tanto la calidad de la historia como en la sofisticación del analizador sintáctico del texto, que no estaba limitado a comandos simples de verbo-nombre (como "golpear grue"), sino que tenía algunas preposiciones y conjunciones ("golpea el grue con las espada élfica").

## Versión Fortran de Dungeon
Mientras que los autores de Dungeon (como entonces era conocido) estaban en el MIT, un programador de Digital Equipment Corporation (DEC) tradujo parte de Dungeon del MDL al FORTRAN y lo redujo a 56 KB de un PDP-11. (En ese tiempo, Dungeon era jugable en los PDP-10 pero no en sistemas más pequeños). Los autores del juego se sorprendieron de que en un sistema tan pequeño pudiera jugarse el juego y proporcionaron el código fuente para una traducción más completa. Cuando Dungeon se convirtió en el producto comercial Zork en Infocom, Infocom convino en que si un aviso de copyright de Infocom era puesto en la versión de FORTRAN, la distribución no comercial sería permitida. Esta versión de FORTRAN, y por lo tanto las traducciones de C, se han incluido en varias distribuciones de Linux.
La versión FORTRAN de Dungeon estaba ampliamente disponible en los VAX de DEC, siendo uno de los artículos más populares distribuidos por DECUS. Pasó por múltiples modificaciones tanto para incorporar más características desde la original como para llevar la pista de cambios en la versión en MDL. A finales de los años 1980, la versión de FORTRAN fue extensivamente reescrita para el FORTRAN del VAX y llegó a ser completamente compatible con el último lanzamiento en MDL. Tenía una broma adicional: una aparente entrada al Mill (una referencia a los cuarteles generales de DEC) esto fue, de hecho, impasable.
También tenía un comando del gdt (game debugging technique) (técnica de depuración de juego), una referencia al DDT debugger que permitía al jugador mover cualquier objeto (incluyendo al mismo jugador) a cualquier cuarto. El uso del gdt requería contestar a una pregunta al azar que necesitaba del conocimiento profundo del juego. La respuesta del juego a una respuesta incorrecta ("una voz explosiva decía 'Error, cretino' y te dabas cuenta que habías sido convertido en una pila de polvo") aparecía en muchas "galletas de la fortuna" de bases de datos.